# Potencial vectorial
En càlcul vectorial, un potencial vectorial és un camp vectorial el rotacional del qual és un camp vectorial donat. És un concepte anàleg al de potencial escalar, que és un camp escalar el gradient del qual és un camp vectorial donat.
Formalment, donat un camp vectorial v, es defineix un potencial vectorial A de manera que 
{\displaystyle \mathbf {v} =\nabla \times \mathbf {A} .}
Si un camp vectorial v admet un potencial vectorial A llavors, a partir de la igualtat
{\displaystyle \nabla \cdot (\nabla \times \mathbf {A} )=0}
(la divergència del rotacional és igual a zero) hom obté
{\displaystyle \nabla \cdot \mathbf {v} =\nabla \cdot (\nabla \times \mathbf {A} )=0,}
que implica que v ha de ser un camp vectorial amb divergència igual a zero (anomenat camp vectorial solenoidal). Una qüestió interessant és saber si qualsevol camp vectorial solenoidal admet un potencial vectorial. La resposta és afirmativa si el potencial vectorial compleix determinades condicions.
El potencial vectorial per a un camp qualsevol no és únic. Si A és un potencial vectorial per a v, també ho és
{\displaystyle \mathbf {A} +\nabla m}
on m és qualsevol funció escalar contínua i diferenciable. Això és conseqüència del fet que el rotacional del gradient és igual a zero.

## Obtenció d'un potencial vectorial donatv{\displaystyle \mathbf {v} }
Fins ara hem donat una definició de potencial vectorial, però donat un determinat camp vectorial v amb divergència zero, com podem obtenir el seu potencial vector? El següent teorema ens proporciona un mètode.
Sigui 
{\displaystyle \mathbf {v} :\mathbb {R} ^{3}\to \mathbb {R} ^{3}}
un camp vectorial solenoidal continu i diferenciable dues vegades i suposem que v(x) disminueix prou ràpidament a mesura que |x|→∞. Llavors,
{\displaystyle \mathbf {A} (\mathbf {x} )={\frac {1}{4\pi }}\nabla \times \int _{\mathbb {R} ^{3}}{\frac {\mathbf {v} (\mathbf {y} )}{|\mathbf {x} -\mathbf {y} |}}\,d\mathbf {y} .}
és un potencial vectorial per a v, és a dir,
{\displaystyle \nabla \times \mathbf {A} =\mathbf {v} .}
Una generalització d'aquest teorema és la descomposició de Helmholtz que afirma que qualsevol camp vectorial es pot descompondre com a suma d'un camp vectorial solenoidal i un camp vectorial irrotacional.